# Bobigny
Bobigny és un municipi francès, situat al departament de Sena Saint-Denis i a la regió d'Illa de França. L'any 2005 tenia 43.800 habitants.
Està dividit entre el cantó de Bobigny i el cantó de Bondy del districte de Bobigny. I des del 2016, de la divisió Est Ensemble de la Metròpoli del Gran París.
Situat vora el canal de l'Ourcq, és un nucli industrial i administratiu de l'aglomeració de París.